# Glyphidocera
Glyphidocera is een geslacht van vlinders van de familie dominomotten (Autostichidae), uit de onderfamilie Glyphidocerinae.

## Soorten
- G. abiasta Meyrick, 1936
- G. aequepulvella Chambers, 1872
- G. audax Walsingham, 1892
- G. barythyma Meyrick, 1929
- G. bifissa Meyrick, 1930
- G. capraria Meyrick, 1929
- G. carribea Busck, 1911
- G. catectis Meyrick, 1923
- G. cerochra Meyrick, 1929
- G. crocogramma Meyrick, 1923
- G. cryphiodes (Meyrick, 1918)
- G. democratica Meyrick, 1929
- G. dimorphella Busck, 1907
- G. dominicella Walsingham, 1897
- G. drosophaea Meyrick, 1929
- G. elpista Walsingham, 1911
- G. eurrhipis Meyrick, 1929
- G. exsiccata Meyrick, 1914
- G. floridanella Busck, 1901
- G. illiterata Meyrick, 1929
- G. indocilis Meyrick, 1930
- G. inurbana Meyrick, 1914
- G. lactiflosella (Chambers, 1878)
- G. lepidocyma Meyrick, 1929
- G. lithodoxa Meyrick, 1929
- G. lophandra Meyrick, 1929
- G. melithrepta Meyrick, 1929
- G. meyrickella Busck, 1907

- G. notolopha Meyrick, 1929
- G. orthoctenis Meyrick, 1923
- G. orthotenes Meyrick, 1929
- G. percnoleuca Meyrick, 1923
- G. perobscura Walsingham, 1911
- G. plicata Walsingham, 1911
- G. psammolitha Meyrick, 1923
- G. ptilostoma Meyrick, 1935
- G. ptychocryptis Meyrick, 1929
- G. recticostella Walsingham, 1897
- G. reparabilis Walsingham, 1911
- G. rhypara Walsingham, 1911
- G. sagifera Meyrick, 1929
- G. salinae Walsingham, 1911
- G. septentrionella Busck, 1904
- G. stenomorpha Meyrick, 1923
- G. thyrsogastra Meyrick, 1929
- G. trachyacma Meyrick, 1931
- G. umbrata Walsingham, 1911
- G. vestita Walsingham, 1911
- G. zophocrossa Meyrick, 1929